# Kenji (manga)
Kenji (拳児) és un manga escrit per Ryuchi Matsuda i il·lustrat per Yoshihide Fujiwara. Les sèries seguixen a Kenji Goh, practicant de l'art marcial xinesa Bājíquán.
Matsuda va treure tot açò del seu propi coneixement en les arts marcials quan escrivia el manga. Kenji practica i exerceix Bājíquán, Praying Mantis Kung Fu, Baguazhang, Chen style tai chi chuan, Piguaquan, Xingyiquan, Arts marcials xineses musulmanes, Shaolin Kung Fu, Hung Gar, Daito Ryu, Shotokan i nombrosos estils més.
Kenji fou serialitzat en la revista Shōnen Sunday de Shogakukan de 1988 a 1992, contenint 21 volums.

## Argument
La història conta la vida d'un artista marcial de l'actualitat. Kenji Goh és un adolescent aficionat a les arts marcials i en particular al Bājíquán, que estudià del seu avi des de primerenca edat. Mentre l'entrenament de Kenji en Bājíquán no és complet, aprèn altres arts marcials per complimentar les seues habilitats. El rival de Kenji és Tony Tan, un mafiós xinès entrenant en Hung Ga Shaolin Kung Fu i Arts marcials xineses musulmanes com Xinyiliuhequan.